# Kabinett Stock
Das Kabinett Stock bildete vom 7. Januar 1947 bis 10. Januar 1951 die Landesregierung von Hessen. Die Wahl des Ministerpräsidenten erfolgte bereits am 20. Dezember 1946.

## Kabinett
| Amt                                                                           | Name              | Partei                                                                                    | Partei                                                                   | Staatssekretäre |
| ----------------------------------------------------------------------------- | ----------------- | ----------------------------------------------------------------------------------------- | ------------------------------------------------------------------------ | --- |
| Ministerpräsident                                                             | Christian Stock   |                                                                                           | SPD                                                                      | Hermann Brill (bis 31. Juli 1949, Chef der Staatskanzlei) Hermann Bach (ab 1. August 1949, Chef der Staatskanzlei) |
| Stellvertreter des Ministerpräsidenten                                        | Werner Hilpert    |                                                                                           | CDU                                                                      | |
| Finanzen                                                                      | Werner Hilpert    | Heinrich Troeger (bis 13. Februar 1947) Walther Gase (14. Februar 1947 bis 27. Juni 1950) | CDU                                                                      | |
| Inneres und Wiederaufbau (bis 9. November 1949) Inneres (ab 9. November 1949) | Heinrich Zinnkann |                                                                                           | SPD                                                                      | Heinrich Coßmann (bis 1. September 1949) Erich Schuster (ab 9. November 1949)                                      |
| Justiz (bis 9. November 1949)                                                 | Georg-August Zinn | SPD                                                                                       | Karl Canter                                                              | |
| Kultus und Unterricht (bis 9. November 1949)                                  | Erwin Stein       |                                                                                           | CDU                                                                      | Willi Viehweg |
| Erziehung, Volksbildung und Justiz (ab 9. November 1949)                      | Erwin Stein       |                                                                                           | CDU                                                                      | Willi Viehweg |
| Arbeit und Wohlfahrt (bis 9. November 1949)                                   | Josef Arndgen     | CDU                                                                                       | Otto Ernst                                                               | |
| Landwirtschaft, Ernährung und Forstwirtschaft (bis 9. November 1949)          | Karl Lorberg      | CDU                                                                                       | Johannes Keil                                                            | |
| Wirtschaft und Verkehr (bis 9. November 1949)                                 | Harald Koch       |                                                                                           | SPD                                                                      | Kurt Magnus Friedrich Wilhelm Reuß                                                                                 |
| Arbeit, Landwirtschaft und Wirtschaft (ab 9. November 1949)                   | Albert Wagner     | SPD                                                                                       | Johannes Keil (bis 15. Dezember 1949) Kurt Magnus Friedrich Wilhelm Reuß | |
| Politische Befreiung (bis 9. November 1949)                                   | Gottlob Binder    | SPD                                                                                       |                                                                          | |